# Spilomyia gratiosa
Spilomyia gratiosa är en tvåvingeart som beskrevs av Wulp 1888. Spilomyia gratiosa ingår i släktet trädblomflugor, och familjen blomflugor. Inga underarter finns listade i Catalogue of Life.